# Elisete Araujo da Anunciação
Elisete Araujo da Anunciação (1967) es una bióloga, taxónoma, botánica, palinóloga, curadora, y profesora brasileña.

## Biografía
En 1990, obtuvo la licenciatura en ciencias biológicas por la Universidad Católica de Santos; en 1998, un título de maestría en ciencias biológicas (botánica) defendiendo la tesis "A família Rubiaceae Juss. na Serra da Juréia, São Paulo, Brasil", supervisada por la Dra. Maria Candida Henrique Mamede (1956) por la Universidad de São Paulo; y el doctorado en ciencias biológicas (botánica) por el Instituto de Biociencias de la Universidad de São Paulo (2004).
En 2003, fue becaria de la Fundación Botánica Margaret Mee; visitando los herbarios en el Royal Botanical Gardens, Kew (K), Inglaterra, Museo de Historia Natural de Viena (W), Viena, Austria, Institut für Botanik, de la Universidad de Viena (WU), Viena, Austria, el Jardín Botánico Nacional de Bélgica (BR), Meise, Bélgica , Museo Nacional de Historia Natural (P) de París, Francia. Su proyecto de la beca fueron los "Estudios taxonómicos con el género Ferdinandusa Pohl (Rubiaceae)".
Desde 2008, es profesora de educación primaria y media en la red pública del Estado de São Paulo, y desarrolla su investigación en el Instituto de Botánica. Dispone de 10 artículos publicados en los períodos y 8 capítulos de libros publicados. Publicó 10 obras en Eventos en Brasil y 2 en Eventos en el extranjero. Tiene experiencia en botánica, con énfasis en taxonomía de fanerógamas, principalmente en florística, taxonomía de Rubiaceae (Ferdinandusa), Serra da Juréia, mata atlántica, Flora en Sao Paulo.

## Algunas publicaciones
- MARTINS, S. E.; ROSSI, L.; PENTEADO SAMPAIO, P. S.; GALVÃO MAGENTA, M. A. 2008. Caracterização florística de comunidades vegetais de restinga em Bertioga, SP, Brasil. Acta bot. bras. 22 (1): 249-274

- QUEIROZ, L. P.; ANUNCIAÇÃO, Elisete A.; AGUILLAR-SIERRA, C.I. 2004. Flora de Grão-Mogol, Minas Gerais: Leguminosae - Crotalaria L. Boletim de Botânica (USP) 22: 251-253

- ANUNCIAÇÃO, E. A.; AGUILLAR-SIERRA, C. I.; QUEIROZ, L. P. 2004. Flora de Grão-Mogol, Minas Gerais: Leguminosae - Oryxis A.Delgado & G.P.Lewis. Boletim de Botânica (USP) 22: 259-260

- ANUNCIAÇÃO, E. A.; AGUILLAR-SIERRA, C. I.; QUEIROZ, L. P. 2004. Flora de Grão-Mogol, Minas Gerais: Leguminosae - Pterodon Vogel. Boletim de Botânica (USP) 22: 261

- ZAPPI, D.; ANUNCIAÇÃO, E. A. 2003. Rudgea jasminoides subsp. nervosa Zappi & Anunciação. In Revision of Rudgea (Rubiaceae) in Southeastern and Southern Brasil (Zappi, D.) Kew Bulletin 58: 526-527

- ANUNCIAÇÃO, E. A.; MAMEDE, M. C. H. 2001. Lista das espécies vasculares da Serra da Juréia: Flacourtiaceae. In Flora vascular da Serra da Juréia, município de Iguape, São Paulo, Brasil (Mamede, M.C.H.; Cordeiro, I. & Rossi, L.) Boletim do Instituto de Botânica (São Paulo) 15: 101

- ANUNCIAÇÃO, E. A.; TORRES, R.B. 2001. Lista das espécies vasculares da Serra da Juréia: Lacistemaceae. In Flora vascular da Serra da Juréia, município de Iguape, São Paulo, Brasil (Mamede, M.C.H.; Cordeiro, I. & Rossi, L.) Boletim do Instituto de Botânica (São Paulo) 15: 103

- ANUNCIAÇÃO, E. A.; YAMAMOTO, K. 2001. Lista das espécies vasculares da Serra da Juréia: Ochnaceae. In Flora vascular da Serra da Juréia, município de Iguape, São Paulo, Brasil (Mamede, M.C.H.; Cordeiro, I. & Rossi, L.) Boletim do Instituto de Botânica (São Paulo) 15: 112

- ANUNCIAÇÃO, E. A.; MAMEDE, M. C. H. 2001. Lista das espécies vasculares da Serra da Juréia: Polygonaceae. In Flora vascular da Serra da Juréia, município de Iguape, São Paulo, Brasil (Mamede, M.C.H.; Cordeiro, I. & Rossi, L.) Boletim do Instituto de Botânica (São Paulo) 15: 117

- ANUNCIAÇÃO, E. A.; MAMEDE, M. C. H. 2001. Lista das espécies vasculares da Serra da Juréia: Proteaceae. In Flora vascular da Serra da Juréia, município de Iguape, São Paulo, Brasil (Mamede, M.C.H.; Cordeiro, I. & Rossi, L.) Boletim do Instituto de Botânica (São Paulo) 15: 117-118

- ANUNCIAÇÃO, E. A.; MAMEDE, M. C. H. 2001. Lista das espécies vasculares da Serra da Juréia: Rubiaceae. In Flora vascular da Serra da Juréia, município de Iguape, São Paulo, Brasil (Mamede, M.C.H.; Cordeiro, I. & Rossi, L.) Boletim do Instituto de Botânica (São Paulo) 15: 118-121

### Libros
- 2005. Revisão do gênero Ferdinandea Pohl (Rubiaceae - Cinchonoideae), 193 pp.

- 1998. A família Rubiaceae juss, na serra da juréia, São Paulo, Brasil, 194 pp.

### Capítulos de libros
En Melhem, T. S.; Wanderley, M. G. L.; Martins, S. E.; Jung-Mendaçolli, S. L.; Shepherd, G. J.; Kirizawa, M. (orgs.) FLORA FANEROGÂMICA DO ESTADO DE SÃO PAULO. São Paulo: Instituto de Botânica. 2007
- JUNG-MENDAÇOLLI, S.L. ; ANUNCIAÇÃO, E. A. Flora Fanerogâmica do Estado de São Paulo: Amaioua Aubl. (Rubiaceae). 5: 271-273
- ANUNCIAÇÃO, E. A. Flora Fanerogâmica do Estado de São Paulo: Hamelia Jacq. (Rubiaceae). 5: 349-350
- ANUNCIAÇÃO, E. A. Flora Fanerogâmica do Estado de São Paulo: Hoffmannia Sw. (Rubiaceae) 5: 353
- JUNG-MENDAÇOLLI, S.L. ; ANUNCIAÇÃO, E. A. Flora Fanerogâmica do Estado de São Paulo: Randia L. (Rubiaceae). 5: 412-415
- ANUNCIAÇÃO, E. A. Flora Fanerogâmica do Estado de São Paulo: Rustia Klotzsch (Rubiaceae). 5: 429-430
- ANUNCIAÇÃO, E. A. Flora Fanerogâmica do Estado de São Paulo: Sipanea Aubl. (Rubiaceae). 5: 439-440

- TAYLOR, C.M.; ANUNCIAÇÃO, E. A.; STEYERMARK, J. A. 2004. Flora of the Venezuelan Guayana: Rubiaceae - Ferdinandusa Pohl. In: P.E. Berry, K. Yatskievych & B.K. Holst (orgs.) Flora of the Venezuelan Guayana... St. Louis: Missouri Botanical Garden Press, 8: 600-603

- ANUNCIAÇÃO, E. A. 2002. FLORA FANEROGÂMICA DA ILHA DO CARDOSO (SÃO PAULO, BRASIL): Polygonaceae. In: Melo, M.M.R.F.; Barros, F.; Chiea, S.A.C.; Kirizawa, M.; Jung-Mendaçolli, S.L.; Wanderley, M.G.L. (orgs.) FLORA FANEROGÂMICA DA ILHA DO CARDOSO. São Paulo: Imprensa Oficial do Estado de São Paulo 9: 115-118

### En congresos
- ANUNCIAÇÃO, E. A.; CRUZ-BARROS, M. A. V.; MAMEDE, M. C. H. 2002. Morfologia polínica de espécies de Ferdinandusa Pohl (Rubiaceae - Cinchonoideae). In: 9ª Reunião Anual do Instituto de Botânica, São Paulo, p. 28-28

- ANUNCIAÇÃO, E. A.; CRUZ-BARROS, M. A. V.; MAMEDE, M. C. H. 2002. Morfologia polínica de espécies de Ferdinandusa Pohl (Rubiaceae - Cinchonoideae). In: 53.º Congresso Nacional de Botânica, Recife. Editora Universitária - UFPE, p. 174-175
- ANUNCIAÇÃO, E. A.; CARMELLO-GUERREIRO, S. M.; MAMEDE, M. C. H. 2001. Presença de tricomas intra-ovarianos em Tocoyena brasiliensis. In: 8ª Reunião Anual do Instituto de Botânica, São Paulo, p. 9

- ANUNCIAÇÃO, E. A.; CARMELLO-GUERREIRO, S. M.; MAMEDE, M. C. H. 2001. Presença de tricomas intra-ovarianos em Tocoyena brasiliensis Mart. (Rubiaceae - Gardenieae). In: 52.º Congresso Nacional de Botânica, João Pessoa. Universidade Federal da Paraíba, pp. 306-306
- ANUNCIAÇÃO, E. A.; MAMEDE, M. C. H. 1995. Flora of the Serra da Juréia, São Paulo, Brazil: Rubiaceae. In: Second International Rubiaceae Conference, Meise. Scripta Botanica Belgica. National Botanic Garden of Belgium, 11: 64

- ANUNCIAÇÃO, E. A.; MAMEDE, M. C. H. 1995. Flora of the Serra da Juréia, São Paulo, Brazil: Rubiaceae. In: 2ª Reunião Anual do Instituto de Botânica, São Paulo. Instituto de Botânica, p. 22

- ANUNCIAÇÃO, E. A. 1995. Flora da Serra da Juréia, São Paulo, Brasil: Rubiaceae - Psychotrieae. In: XLVIº Congresso Nacional de Botânica, Ribeirão Preto, p. 132

- MENDACOLLI, Sigrid L. J.; ANUNCIAÇÃO, E. A. 1994. Flora Fanerogâmica da Ilha do cardoso (São Paulo, Brasil): Ochnaceae, Sabiaceae e Rubiaceae. In: X Congresso da Sociedade Botânica de São Paulo, Santos

## Honores

### Membresías
- Sociedad Botánica de Brasil[5]

### Revisora de periódicos
- 1999. Periódico: Flora Fanerogâmica da Ilha do Cardoso